# Esgrima als Jocs Olímpics d'estiu de 1924 - espasa per equips masculina
La competició d'espasa per equips masculina va ser una de les sis proves del programa d'esgrima que es van disputar als Jocs Olímpics de París de 1924. La prova es va disputar entre el 6 i el 9 de juliol de 1924, amb la participació de 88 tiradors procedents de 16 nacions diferents.

## Medallistes
| Or | Plata | Bronze |
| FrançaLucien Gaudin · Georges Buchard · Roger Ducret · André Labattut · Lionel Liottel · Alexandre Lippmann · Georges Tainturier | BèlgicaPaul Anspach · Joseph De Craecker · Charles Delporte · Orphile De Montigny · Ernest Gevers · Léon Tom | Itàlia Giulio Basletta · Marcello Bertinetti · Giovanni Canova · Vincenzo Cuccia · Virgilio Mantegazza · Oreste Moricca |

## Resultats

### Primera eliminatòria
Es disputà el 6 de juliol, amb 5 grups, els dos primers de cada grup passen a quarts de final.
| Pos. | Nació   | Tirador | Victòria | VI | DI | Enfrontaments                   | Enfrontaments | Enfrontaments | Enfrontaments |
| Pos. | Nació   | Tirador | Victòria | VI | DI | Spain (1785-1873 and 1875-1931) | ITA 1861-1946 | NOR           |               |
| ---- | ------- | --- | -------- | -- | -- | ------------------------------- | ------------- | ------------- | ------------- |
| 1    | Espanya | Jesús López de Lara, Domingo García, Diego Díez, Miguel Zabalza, Juan Delgado, Félix de Pomés                | 1        | 17 | 15 | X                               | 9-7           | 8-8           |               |
| 2    | Itàlia  | Marcello Bertinetti, Giovanni Canova, Vincenzo Cuccia, Giulio Basletta, Virgilio Mantegazza, Oreste Moricca, | 1        | 16 | 16 | 7-9                             | X             | 9-7           |               |
| 3    | Noruega | Raoul Heide, Johan Falkenberg, Frithjof Lorentzen, Sigurd Akre-Aas                                           | 0        | 15 | 17 | 8-8                             | 7-9           | X             |               |

| Pos. | Nació      | Tirador                                                                                          | Victòria | VI | DI | Enfrontaments | Enfrontaments | Enfrontaments | Enfrontaments |
| Pos. | Nació      | Tirador                                                                                          | Victòria | VI | DI | BEL           | GBR           | ARG           |               |
| ---- | ---------- | ------------------------------------------------------------------------------------------------ | -------- | -- | -- | ------------- | ------------- | ------------- | ------------- |
| 1    | Bèlgica    | Fernand de Montigny, Charles Delporte, Joseph De Craecker, Léon Tom, Paul Anspach, Ernest Gevers | 1        | 11 | 5  | X             | ND            | 11-5          |               |
| 2    | Regne Unit | Charles Notley, Archibald Craig, Martin Holt, Robert Frater, Charles Biscoe, Robert Montgomerie  | 1        | 9  | 8  | ND            | X             | 9-8           |               |
| 3    | Argentina  | Pedro Nazar, Cipriano Pons, Wenceslao Paunero, Luis Lucchetti                                    | 0        | 13 | 20 | 5-11          | 8-9           | X             |               |

| Pos. | Nació        | Tirador | Victòria | VI | DI | Enfrontaments | Enfrontaments | Enfrontaments | Enfrontaments |
| Pos. | Nació        | Tirador | Victòria | VI | DI | FRA           | USA           | SWE           |               |
| ---- | ------------ | --- | -------- | -- | -- | ------------- | ------------- | ------------- | ------------- |
| 1    | França       | Lucien Gaudin, Georges Buchard, Roger Ducret, Georges Tainturier, André Labatut, Alexandre Lippmann, Robert Liottel | 1        | 13 | 3  | X             | ND            | 13-3          |               |
| 2    | Estats Units | Arthur Lyon, Donald Waldhaus, William Russell, Leon Shore, Allan Milner, George Calnan, George Breed                | 1        | 9  | 7  | ND            | X             | 9-7           |               |
| 3    | Suècia       | Nils Hellsten, Gustaf Dyrssen, Carl Gripenstedt, Bertil Uggla, Gustaf Lindblom                                      | 0        | 10 | 22 | 3-13          | 7-9           | X             |               |

| Pos. | Nació         | Tirador | Victòria | VI | DI | Enfrontaments | Enfrontaments | Enfrontaments | Enfrontaments |
| Pos. | Nació         | Tirador | Victòria | VI | DI | PRT           | NLD           | DNK           | URY           |
| ---- | ------------- | --- | -------- | -- | -- | ------------- | ------------- | ------------- | ------------- |
| 1    | Portugal      | Rui Mayer, Jorge de Paiva, António de Menezes, Henrique da Silveira, Frederico Paredes, Paulo Leal, Mário de Noronha, António Leite | 2        | 26 | 22 | X             | 6-10          | 10-6          | 10-6          |
| 2    | Països Baixos | Jan de Beaufort, Wouter Brouwer, Arie de Jong, Pieter van Boven, Henri Wijnoldy-Daniëls, Willem van Blijenburgh                     | 2        | 26 | 22 | 10-6          | X             | 7-9           | 9-7           |
| 3    | Dinamarca     | Ivan Osiier, Jens Berthelsen, Viggo Stilling-Andersen, Peter Ryefelt                                                                | 1        | 22 | 26 | 6-10          | 9-7           | X             | 7-9           |
| 4    | Uruguai       | Domingo Mendy, Héctor Belo, Conrado Rolando, Santos Ferreira                                                                        | 1        | 22 | 26 | 6-10          | 7-9           | 9-7           | X             |

| Pos. | Nació  | Tirador                                                                                               | Victòria | VI | DI | Enfrontaments | Enfrontaments | Enfrontaments | Enfrontaments |
| Pos. | Nació  | Tirador                                                                                               | Victòria | VI | DI | CHE           | CUB           | Grècia        |               |
| ---- | ------ | --- | -------- | -- | -- | ------------- | ------------- | ------------- | ------------- |
| 1    | Suïssa | Henri Jacquet, John Albaret, Constantin Antoniades, Eugène Empeyta, Frédéric Fitting, Édouard Fitting | 1        | 12 | 4  | X             | ND            | 12-4          |               |
| 2    | Cuba   | Ramón Fonst, Salvador Quesada, Osvaldo Miranda, Alfonso López, Ramíro Mañalich, Eduardo Alonso        | 1        | 9  | 7  | ND            | X             | 9-7           |               |
| 3    | Grècia | Tryfon Triantafyllakos, Evangelos Skotidas, Konstantinos Nikolopoulos, Konstantinos Kotzias           | 0        | 11 | 21 | 4-12          | 7-9           | X             |               |

### Quarts de final
El 7 de juliol es disputen 3 sèries. Els dos primers equips de cadascuna passen a semifinals.
| Pos. | Nació      | Tirador | Victòria | VI | DI | Enfrontaments | Enfrontaments                   | Enfrontaments | Enfrontaments |
| Pos. | Nació      | Tirador | Victòria | VI | DI | PRT           | Spain (1785-1873 and 1875-1931) | CUB           | GBR           |
| ---- | ---------- | --- | -------- | -- | -- | ------------- | ------------------------------- | ------------- | ------------- |
| 1    | Portugal   | Rui Mayer, Jorge de Paiva, António de Menezes, Henrique da Silveira, Frederico Paredes, Paulo Leal, Mário de Noronha, António Leite | 2        | 23 | 9  | X             | ND                              | 11-5          | 12-4          |
| 2    | Espanya    | Jesús López de Lara, Domingo García, Diego Díez, Miguel Zabalza, Juan Delgado, Félix de Pomés                                       | 2        | 20 | 12 | ND            | X                               | 9-7           | 11-5          |
| 3    | Cuba       | Ramón Fonst, Salvador Quesada, Osvaldo Miranda, Alfonso López, Ramíro Mañalich, Eduardo Alonso                                      | 0        | 12 | 20 | 5-11          | 7-9                             | X             | ND            |
| 4    | Regne Unit | Charles Notley, Archibald Craig, Martin Holt, Robert Frater, Charles Biscoe, Robert Montgomerie                                     | 0        | 9  | 23 | 4-12          | 5-11                            | ND            | X             |

| Pos. | Nació        | Tirador                                                                                               | Victòria | VI | DI | Enfrontaments | Enfrontaments | Enfrontaments | Enfrontaments |
| Pos. | Nació        | Tirador                                                                                               | Victòria | VI | DI | BEL           | USA           | CHE           |               |
| ---- | ------------ | --- | -------- | -- | -- | ------------- | ------------- | ------------- | ------------- |
| 1    | Bèlgica      | Fernand de Montigny, Charles Delporte, Joseph De Craecker, Léon Tom, Paul Anspach, Ernest Gevers      | 1        | 13 | 3  | X             | ND            | 13-3          |               |
| 2    | Estats Units | Arthur Lyon, Donald Waldhaus, William Russell, Leon Shore, Allan Milner, George Calnan, George Breed  | 1        | 8  | 8  | ND            | X             | 8-8 (21-19)   |               |
| 3    | Suïssa       | Henri Jacquet, John Albaret, Constantin Antoniades, Eugène Empeyta, Frédéric Fitting, Édouard Fitting | 0        | 11 | 21 | 3-13          | 8-8 (19-21)   | X             |               |

| Pos. | Nació         | Tirador | Victòria | VI | DI | Enfrontaments | Enfrontaments | Enfrontaments | Enfrontaments |
| Pos. | Nació         | Tirador | Victòria | VI | DI | FRA           | ITA 1861-1946 | NLD           |               |
| ---- | ------------- | --- | -------- | -- | -- | ------------- | ------------- | ------------- | ------------- |
| 1    | França        | Lucien Gaudin, Georges Buchard, Roger Ducret, Georges Tainturier, André Labatut, Alexandre Lippmann, Robert Liottel | 1        | 13 | 3  | X             | ND            | 13-3          |               |
| 2    | Itàlia        | Marcello Bertinetti, Giovanni Canova, Vincenzo Cuccia, Giulio Basletta, Virgilio Mantegazza, Oreste Moricca,        | 1        | 10 | 6  | ND            | X             | 10-6          |               |
| 3    | Països Baixos | Jan de Beaufort, Wouter Brouwer, Arie de Jong, Pieter van Boven, Henri Wijnoldy-Daniëls, Willem van Blijenburgh     | 0        | 9  | 23 | 3-13          | 6-10          | X             |               |

### Semifinals
Es disputen el 6 de juliol. Els dos primers equips de cadascuna passen a la final.
| Pos. | Nació        | Tirador | Victòria | VI | DI | Enfrontaments | Enfrontaments | Enfrontaments | Enfrontaments |
| Pos. | Nació        | Tirador | Victòria | VI | DI | FRA           | PRT           | USA           |               |
| ---- | ------------ | --- | -------- | -- | -- | ------------- | ------------- | ------------- | ------------- |
| 1    | França       | Lucien Gaudin, Georges Buchard, Roger Ducret, Georges Tainturier, André Labatut, Alexandre Lippmann, Robert Liottel                 | 1        | 10 | 6  | X             | ND            | 10-6          |               |
| 2    | Portugal     | Rui Mayer, Jorge de Paiva, António de Menezes, Henrique da Silveira, Frederico Paredes, Paulo Leal, Mário de Noronha, António Leite | 1        | 10 | 6  | ND            | X             | 10-6          |               |
| 3    | Estats Units | Arthur Lyon, Donald Waldhaus, William Russell, Leon Shore, Allan Milner, George Calnan, George Breed                                | 0        | 12 | 20 | 6-10          | 6-10          | X             |               |

| Pos. | Nació   | Tirador | Victòria | VI | DI | Enfrontaments | Enfrontaments | Enfrontaments                   | Enfrontaments |
| Pos. | Nació   | Tirador | Victòria | VI | DI | ITA 1861-1946 | BEL           | Spain (1785-1873 and 1875-1931) |               |
| ---- | ------- | --- | -------- | -- | -- | ------------- | ------------- | ------------------------------- | ------------- |
| 1    | Itàlia  | Marcello Bertinetti, Giovanni Canova, Vincenzo Cuccia, Giulio Basletta, Virgilio Mantegazza, Oreste Moricca, | 1        | 10 | 6  | X             | ND            | 10-6                            |               |
| 2    | Bèlgica | Fernand de Montigny, Charles Delporte, Joseph De Craecker, Léon Tom, Paul Anspach, Ernest Gevers             | 1        | 9  | 7  | ND            | X             | 9-7                             |               |
| 3    | Espanya | Jesús López de Lara, Domingo García, Diego Díez, Miguel Zabalza, Juan Delgado, Félix de Pomés                | 0        | 13 | 19 | 6-10          | 7-9           | X                               |               |

### Final
Es disputà el 9 de juliol.
| Pos. | Nació    | Tirador | Victòria | VI | DI | Enfrontaments | Enfrontaments | Enfrontaments | Enfrontaments |
| Pos. | Nació    | Tirador | Victòria | VI | DI | FRA           | BEL           | ITA 1861-1946 | PRT           |
| ---- | -------- | --- | -------- | -- | -- | ------------- | ------------- | ------------- | ------------- |
| 1    | França   | Lucien Gaudin, Georges Buchard, Roger Ducret, Georges Tainturier, André Labatut, Alexandre Lippmann, Robert Liottel                 | 3        | 29 | 19 | X             | 10-6          | 8-8 (21-20)   | 11-5          |
| 2    | Bèlgica  | Fernand de Montigny, Charles Delporte, Joseph De Craecker, Léon Tom, Paul Anspach, Ernest Gevers                                    | 2        | 26 | 22 | 6-10          | X             | 11-5          | 9-7           |
| 3    | Itàlia   | Marcello Bertinetti, Giovanni Canova, Vincenzo Cuccia, Giulio Basletta, Virgilio Mantegazza, Oreste Moricca,                        | 1        | 21 | 26 | 8-8 (20-21)   | 5-11          | X             | 8-7           |
| 4    | Portugal | Rui Mayer, Jorge de Paiva, António de Menezes, Henrique da Silveira, Frederico Paredes, Paulo Leal, Mário de Noronha, António Leite | 0        | 19 | 28 | 5-11          | 7-9           | 7-8           | X             |